# Corringham
Corringham is een civil parish in het bestuurlijke gebied West Lindsey, in het Engelse graafschap Lincolnshire.